# Elina (rose)
'Elina' est un cultivar de rosier créé en 1982 par les rosiéristes britanniques Patrick et Colin Dickson,.

## Description
'Elina' est une rose moderne hybride de thé, issue du croisement 'Nana Mouskouri' (Dickson) x 'Lolita'. Son buisson au port érigé s'élève de 105 cm à 120 cm de hauteur et s'étend de 75 cm à 80 cm de largeur. Son feuillage est vert foncé et brillant. Ses fleurs peu parfumées d'un jaune délicat changent de couleur sous les rayons du soleil (plus pâle ou plus soutenu). Elles sont doubles de 17 à 25 pétales et généralement solitaires. 
La floraison a lieu à la fin du printemps et au début de l'été et remonte ensuite de manière dispersée.
Elle est introduite dans le reste du Royaume-Uni (sous le nom de 'Peaudouce') et en France par Meilland en 1984.

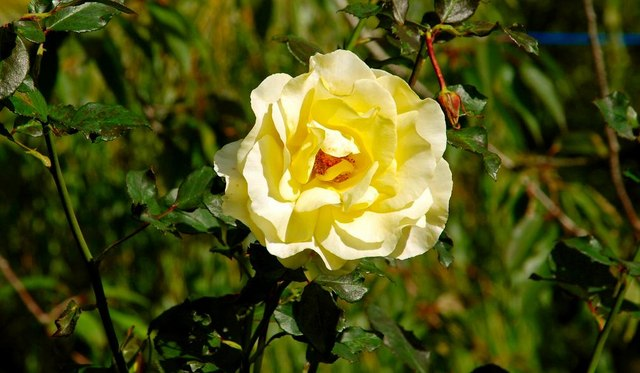
'Elina' au jardin botanique de Belfast.

## Distinctions
- RNRS Certificate of Merit 1983.
- ADR 1987.
- New Zealand Gold Medal 1987.
- New Zealand Gold Star of the South Pacific 1987.
- James Mason Medal 1994.
- Rose favorite du monde 2006.

## Culture
Elle est sensible aux taches noires et au mildiou si elle n'est pas suffisamment traitée. Elle tolère la mi-ombre, mais s'épanouit mieux au soleil. Sa zone de rusticité est 7b à plus chaud.

## Descendance
Elle a donné naissance à d'autres obtentions, comme 'Whisper' (Dickson, 2002), par croisement avec 'Solitaire' (McGredy, 1987).